# Estação Cerro Blanco
A Estação Cerro Blanco é uma das estações do Metrô de Santiago, situada em Santiago, entre a Estação Cementerios e a Estação Patronato. Faz parte da Linha 2.
Foi inaugurada em 08 de setembro de 2004. Localiza-se no cruzamento da Avenida Recoleta com a Rua Santos Dumont. Atende a comuna de Recoleta.